# Медресе Абдулла-хана (Бухара)
Медресе Абдулла-хана (узб. Abdullaxon madrasasi) — средневековое здание высшего образовательного учреждения в историческом центре Бухары (Узбекистан), воздвигнутое в 1588—1590 годах на средства узбекского правителя Абдулла-хана II.
Расположено напротив медресе Мадари-хан, составляя с ним единый архитектурный ансамбль под названием Кош-медресе. В среднеазиатской архитектуре парный ансамбль двух зданий, обращённых фасадами друг к другу, обозначается с термином «кош» (сдвоенное, парное), а относительно к двум медресе — «кош медресе».
Район расположения медресе назывался Хиябан, позднее — Кош медресе, состоял из 60 домов и не имел особой квартальной мечети. Ежедневные пятикратные и пятничные намазы совершались в мечети при медресе Абдулла-хана.
План медресе следует традиционной схеме группировки помещений вокруг четырёхайванного двора, вход выделен пештаком, углы флакированы башеньками-гульдаста. Орнаментация главного и дворового фасадов выполнена из цветных глазурованных кирпичей и из майолики.
В планировке медресе имеется ряд особенностей, свидетельствующих, что зодчие старались наиболее рационально использовать внутреннее пространство, включив в него как можно больше помещений. Здесь размещена группа худжр, обращённых на главный фасад, а уже за ними справа и слева от входного вестибюля лежат мечеть и дарсхана. В положении мечети отмечается интересная особенность; план её несколько повернут относительно главных осей медресе, но не на киблу (то есть в сторону Мекки), а строго по сторонам света.